# Tanga (Deu no New York Times?)
Tanga (Deu no New York Times?) é um filme de comédia brasileiro de 1987, dirigido por Henfil e roteirizado por Joffre Rodrigues. Estrelado por Rubens Correa, Elke Maravilha e Cristina Pereira, o filme é uma sátira que conta a história de uma pequena ilha do Caribe a qual é controlada por um ditador que extinguiu a imprensa local e é o único no local a ter fonte de informações externas. Conta ainda com as atuações de Henfil, Flavio Migliaccio, Haroldo Costa, Ricardo Blat e grande elenco. 
Tanga (Deu no New York Times?) é uma metáfora da situação do Brasil nos anos 1980. O país estava sobre o poder de ditadores, a imprensa censurada, a população pobre e analfabeta. A informação não chegava para a grande massa de brasileiros. Para se instruir sobre o que realmente estava acontecendo no mundo (e às vezes mesmo no Brasil), era necessário recorrer a jornais estrangeiros. Entre eles, o mais exaltado e procurado era o jornal estado-unidense The New York Times.
O filme foi apresentado no Rio Cine Festival, em 1987, onde recebeu sete prêmios, incluindo o de Melhor Filme, Melhor Atriz para Cristina Pereira, Melhor Ator Coadjuvante para Lutero Luiz, Melhor Fotografia, Melhor Figurino e Melhor Cenário. Já no Festival de Cinema e TV de Natal, o filme recebeu o prêmio de Melhor Cenografia.

## Enredo
Um filme de comédia coberto de metáforas críticas sobre a "ditadura maquiada" e a aculturação, que é muito atual. A história se passa na fictícia república do Caribe, na ilha de Tanga, que tem mais de 99% da população analfabeta. No poder, um ditador que acabou com a imprensa local, e que todos os dias recebe o único exemplar na ilha do jornal The New York Times, enviado por seu sobrinho. É a partir deste jornal que ele recebe as informações de todo o mundo e confia em todas as informações do jornal. Porém após lê-lo todos os dias, o jornal é queimado para que não haja o risco de cair nas mãos de um dos sete grupos guerrilheiros que lutam para ter o The New York Times, pois quem tem o jornal, tem poder.

## Elenco
- Rubens Correa como Herr Walkyria Von Mariemblau (ditadura)
- Elke Maravilha como Frau Regine de Regine, primeira-dama (ditadura)
- Cristina Pereira como Liga da Mulher Ideal (guerrilheira)
- Henfil como Kubanin (ditadura)
- Flavio Migliaccio como Partido Comunista Tanganês (guerrilheiro)
- Haroldo Costa como Ovo
- Ricardo Blat como Pentelho Luminoso (guerrilheiro)
- Joffre Rodrigues como Paralelo Zero (guerrilheiro)
- Lutero Luiz como Militar de Tanga
- Sérgio Roberto como Ação Paranoica Radical (guerrilheiro)
- Hélio Pellegrino como Militar Americano
- Zózimo Barroso do Amaral como Militar Americano
- Marcelo Escorel como Ação Insurrecional Democrática Sexual - Aids (guerrilheiro)
- Ernani Moraes como Vodka Sectária (guerrilheiro)
- Fabio Perez como O Locutor (povo)
- Fausto Wolff como Militar Americano
- Ken Kaneco (ditadura)
- Regina Rocha (povo)
- Nelson Rodrigues Filho (povo)
- Zaqueu Bento (povo)
- Gugu Olimecha (povo)
- Procópio Mariano

### População de Quissamã
- Procopio Mariano (militar de tanga)
- Olney Cazarré (militar de tanga)
- Luizão (militar de tanga (saudades))
- Robson (militar de tanga)
- Sidney (militar de tanga)
- Nelson Conceição (militar de tanga)
- Evandro Patello Jr. (militar de tanga)
- Ivan La Belle (militar americano)
- Antonio Carlos (militar americano)
- Alfredo "Sirkis" (militar americano)
- André Carvalho (militar americano)

### Participação especial
- Chico Anysio
- Daniel Filho
- Jaguar
- Alan Riding

## Produção

Henfil (foto) idealizou, dirigiu e produziu o filme.

A concepção do roteiro filme teve início dez anos antes do diretor, Henfil, pensar em desenvolver a produção. Em 1983, de volta ao Rio de Janeiro após passar uma temporada entre Natal e São Paulo, Henfil tinha o objetivo de tirar do papel o roteiro do filme de comédia que ele havia pensado há uma década. Ele então procurou o futuro produtor de Tanga (Deu no New York Times?), Joffre Rodrigues, e disse que o roteiro se tratava de como um grande jornal, como o The New York Times, tem o poder de influenciar na vida das populações. A história se passaria em um pequeno país do Caribe cujo é presidido por um ditador nazista.
Apesar da sinopse já estar pronta no início da década de 1980, o filme começou a ser produzido apenas em 1984, três anos antes de seu lançamento, quando o roteiro começou a ser construído efetivamente. Henfil queria fazer uma comédia não convencional, com influência de Woody Allen, Jacques Tati e Monty Phyton. O diretor, que também é cartunista, realizou o storyboard de todas as cenas como se fossem cartuns. À época do desenvolvimento da obra, a equipe de produção considerou as piadas do roteiro "sutis" demais para o público espectador dos cinemas.
O filme teve apoio financeiro da Embrafilme, no entanto enfrentou dificuldades no repasse orçamentário da empresa de filmes. O financiamento foi cortado em pouco tempo, mas a produção seguiu avançando e recebendo o custeio parcelado. As filmagens ocorreram em Duque de Caxias, no cais do Porto do Rio de Janeiro, em Nova Iorque e no pequeno município de Quissamã, no Norte do Rio de Janeiro. Tanga foi o único filme dirigido por Henfil, que acabou falecendo em 1988 por complicações decorrentes da AIDS, a qual ele adquiriu após uma transfusão de sangue junto com seus dois irmãos.

## Lançamento
Tanga (Deu no New York Times?) foi lançado no Brasil em 4 de agosto de 1987. O momento em que o filme foi lançado foi marcado por um período em que o diretor, Henfil, estava afastado da mídia por já estar debilitado pela AIDS. O filme ainda foi apresentado no Rio Cine Festival, onde foi premiado com sete prêmios, incluindo o de Melhor Filme, e no Festival de Cinema e TV de Natal, no Rio Grande do Norte.[carece de fontes?]

## Recepção

### Repercussão
O filme não fez sucesso de bilheteria, sendo lançado em salas de cinema limitadas. Tanga foi lançado em um período em que Casseta Popular, Planeta Diário e Chiclete com Banana faziam sucesso na comédia e humor nacional. O humor crítico do filme foi considerado deslocado para o momento, justificando a falta de repercussão que o filme teve à época de lançamento.

## Prêmios e indicações
| Prêmio            | Categoria                                | Resultado | Ref.  |
| ----------------- | ---------------------------------------- | --------- | ----- |
| Rio Cine Festival | Melhor Filme                             | Venceu    | [ 2 ] |
| Rio Cine Festival | Melhor atriz para Cristina Pereira       | Venceu    | [ 2 ] |
| Rio Cine Festival | Melhor Fotografia para Edgard Moura      | Venceu    | [ 2 ] |
| Rio Cine Festival | Melhor Cénario para Henfil e Sales       | Venceu    | [ 2 ] |
| Rio Cine Festival | Melhor Figurino para Henfil e Sales      | Venceu    | [ 2 ] |
| Rio Cine Festival | Melhor ator coadjuvante para Lutero Luiz | Venceu    | [ 2 ] |
| Festival de Natal | Melhor Cenografia                        | Venceu    | [ 2 ] |